# اسکای‌نت (بازی ویدئویی)
اسکای‌نت (به انگلیسی: SkyNET) یک بازی ویدئویی مبتنی بر مجموعه فیلم نابودگر است که در اصل به عنوان یک بسته تکمیلی ساخته شد ولی در نهایت به یک بازی مستقل تبدیل و به عنوان دنباله‌ای بر بازی نابودگر: شوک آینده عرضه شد. توسعه این بازی بر عهده بتزدا بوده است.